# Campeonato Europeu de Corrida de Montanha de 2004
O 10º Campeonato Europeu de Corrida de Montanha de 2004 foi organizada pela Associação Europeia de Atletismo na cidade de Korbielów na Polônia no dia 4 de julho de 2004. Contou com a presença de 141 atletas em duas categorias, tendo como destaque a Itália com cinco medalhas, sendo três de ouro.

## Resultados
Esses foram os resultados da competição.

### Sênior masculino
Individual 
| Posição           | Atleta            | País      | Tempo |
| ----------------- | ----------------- | --------- | ----- |
| Medalha de ouro   | Marco De Gasperi  | Itália    | 44.06 |
| Medalha de prata  | Florian Heinzle   | Áustria   | 45.05 |
| Medalha de bronze | Marco Gaiardo     | Itália    | 45.10 |
| 4                 | Robert Krupicka   | Chéquia   | 45.17 |
| 5                 | Selahattin Selcuk | Turquia   | 45.56 |
| 6                 | Alessio Rinaldi   | Itália    | 46.01 |
| 7                 | Raymond Fontaine  | França    | 46.07 |
| 8                 | Alexis Gex-Fabry  | Suíça     | 46.10 |
| 9                 | Peter Lamovec     | Eslovênia | 46.12 |
| 10                | Davide Chicco     | Itália    | 46.16 |

Equipe 
| Posição           | Equipe     | Pontos |
| ----------------- | ---------- | ------ |
| Medalha de ouro   | Itália     | 10     |
| Medalha de prata  | Inglaterra | 49     |
| Medalha de bronze | Suíça      | 51     |

### Sênior feminino
Individual 
| Posição           | Atleta               | País       | Tempo |
| ----------------- | -------------------- | ---------- | ----- |
| Medalha de ouro   | Anna Pichrtova       | Chéquia    | 34.50 |
| Medalha de prata  | Andrea Mayr          | Áustria    | 36.27 |
| Medalha de bronze | Rosita Rota Gelpi    | Itália     | 36.43 |
| 4                 | Isabelle Guillot     | França     | 36.56 |
| 5                 | Izabela Zatorska     | Polónia    | 37.06 |
| 6                 | Tracey Brindley      | Inglaterra | 37.37 |
| 7                 | Antonella Confortola | Itália     | 37.44 |
| 8                 | Flavia Gaviglio      | Itália     | 38.18 |
| 9                 | Lucinda Moreiras     | Portugal   | 38.23 |
| 10                | Lyn Wilson           | Inglaterra | 38.27 |

Equipe 
| Posição           | Equipe     | Pontos |
| ----------------- | ---------- | ------ |
| Medalha de ouro   | Itália     | 18     |
| Medalha de prata  | Áustria    | 31     |
| Medalha de bronze | Inglaterra | 37     |

## Quadro de medalhas
| Ordem | País       | Medalha de ouro | Medalha de prata | Medalha de bronze | Total |
| ----- | ---------- | --------------- | ---------------- | ----------------- | ----- |
| 1     | Itália     | 3               | 0                | 2                 | 5     |
| 2     | Chéquia    | 1               | 0                | 0                 | 1     |
| 3     | Áustria    | 0               | 3                | 0                 | 3     |
| 4     | Inglaterra | 0               | 1                | 1                 | 2     |
| 5     | Suíça      | 0               | 0                | 1                 | 1     |